# Saturn V
Saturn V (thường được biết đến như là "Tên lửa Mặt Trăng") là một loại tên lửa vũ trụ nhiều tầng có khả năng kéo dài sử dụng nhiên liệu lỏng được sử dụng trong Chương trình Apollo và Skylab của NASA.
Là kiểu lớn nhất trong gia đình các loại tên lửa Saturn, tên lửa Saturn V được thiết kế dưới sự chỉ đạo của Wernher von Braun tại Trung tâm bay Vũ trụ Marshall ở Huntsville, Alabama, với Boeing, North American Aviation, Douglas Aircraft Company và IBM, các công ty đấu thầu chủ đạo. Saturn V vẫn là tên lửa cao nhất, nặng nhất và mạnh nhất (tổng lực cao nhất) từng được đưa vào trạng thái hoạt động và giữ kỷ lục về trọng tải nặng nhất được phóng và khả năng tải trọng lớn nhất lên quỹ đạo Trái đất thấp (LEO) 140.000 kg (310.000 lb), hơn nửa so với tên lửa Starship.
Tổng cộng, NASA đã phóng lên 13 tên lửa Saturn V từ năm 1967 đến 1973, với không một tổn thất nào. Tên lửa theo thiết kế có nhiệm vụ mang lên phi thuyền Apollo sử dụng bởi NASA cho việc đổ bộ lên Mặt Trăng, và sau đó Saturn V tiếp tục được sử dụng để phóng trạm không gian Skylab.
Ba tầng của tên lửa Saturn V được phát triển bởi các công ty khác nhau hợp đồng với NASA, nhưng sau một chuỗi các sáp nhập và bị mua tất cả bây giời thuộc quyền sở hữu của Boeing. Mỗi tầng thứ nhất và thứ hai được thử tại Trung tâm Vũ trụ Stennis Space tọa lạc gần Vịnh St. Louis, Mississippi. Trung tâm sau này được sử dụng cho việc thử nghiệm và kiểm định các động cơ chính của tàu con thoi.

## Hoàn cảnh
Trong năm 1957, Liên Xô phóng Sputnik 1, vệ tinh nhân tạo đầu tiên. Lyndon B.Johnson - lúc đó là Thượng Nghị Sĩ của Lãnh tụ Đảng đa số, sau này là Tổng thống-gợi nhớ lại cảm giác "cú sốc sâu sắc về nhận thức rằng một quốc gia có thể đạt được công nghệ cao hơn đất nước tuyệt vời này của chúng ta." Hậu quả của cơn khủng hoảng Sputnik vẫn tiếp diễn, và năm 1961, khi phi công vũ trụ Liên Xô Yuri Gagarin đi vào quỹ đạo Trái Đất trên tàu vũ trụ Vostok 1, nhiều người Mỹ cảm thấy rằng Liên Xô đã dẫn đầu Cuộc Chạy Đua vào Không Gian. Lúc đó, kinh nghiệm duy nhất về việc đưa người vào không gian của Mỹ là chuyến bay của Alan Shepard trên con tàu ''Freedom 7''. Vào thời đó, không có tên lửa nào có thể đưa người lên Mặt Trăng mà không dùng tên lủa đẩy. Saturn I đang trong giai đoạn phát triển nhưng không phóng trong 6 tháng. Mặc dù nó lớn hơn những tên lủa đẩy đương thời nhưng nó cần nhiều lần phóng để đưa tất cả bộ phận của tàu vũ trụ Mặt Trăng vào quỹ đạo. Tên lủa Saturn V lúc đó vẫn chưa được thiết kế mặc dù động cơ công suất lớn F-1 của nó đã được phát triển và bắn thử.